# Sesarma rectum
Sesarma rectum är en kräftdjursart som beskrevs av Randall 1840. Sesarma rectum ingår i släktet Sesarma och familjen Sesarmidae. Inga underarter finns listade i Catalogue of Life.